# Gunnar Bentz
Pour les articles homonymes, voir Bentz.
Gunnar Bentz est un nageur américain né le 3 janvier 1996 à Atlanta. Il remporte la médaille d'or du relais 4 × 200 mètres nage libre aux Jeux olympiques d'été de 2016 à Rio de Janeiro.